# Benza (España)
Benza (llamada oficialmente San Pedro de Benza) es una parroquia y una aldea española del municipio de Trazo, en la provincia de La Coruña, Galicia.

## Entidades de población
Entidades de población que forman parte de la parroquia:
- A Brea
- A Fonte Arnosa
- Benza
- Covas
- Lestrove[4] (Lestrobe)
- Sar
- Vilasuso de Abaixo
- Vilasuso de Arriba

## Demografía

### Parroquia
| Gráfica de evolución demográfica de Benza (parroquia) entre 2000 y 2019 |
|                                                                         |
| Datos según el nomenclátor publicado por el INE.                        |

### Aldea
| Gráfica de evolución demográfica de Benza (aldea) entre 2000 y 2019 |
|                                                                     |
| Datos según el nomenclátor publicado por el INE.                    |